# Variations sur un thème de Frank Bridge
Pour les articles homonymes, voir Introduction, thème et variations.
Variations sur un thème de Frank Bridge (Variations on a Theme of Frank Bridge, Op. 10) est une suite pour orchestre à cordes du compositeur britannique Benjamin Britten qui fut écrite en 1937. Elle correspond à la première reconnaissance internationale du compositeur. C'est une des plus grandes œuvres de Benjamin Britten

## Historique
En mai 1937, le chef d'orchestre Boyd Neel (en) est invité à se produire pour le mois d'août avec son orchestre à cordes au Festival de Salzbourg sous la condition expresse de donner la première mondiale d'une œuvre d'un compositeur britannique. Face à une durée si courte de temps pour la composition d'une œuvre, il contacte Benjamin Britten dont il se souvient de la facilité d'écriture. Ce dernier accepte et commence l'écriture de Variations sur un thème de Frank Bridge le 5 juin 1937 proposant une première ébauche à Boyd Neel dix jours plus tard et la version définitive de la pièce le 12 juillet 1937. L'œuvre est jouée le 27 août comme prévu et marque la reconnaissance sur la scène internationale de Britten.

## Structure
Variations sur un thème de Frank Bridge est composé sur le thème de Idyll un quatuor à cordes de 1906 de Frank Bridge, qui fut le professeur de Britten dans les années 1920. Elles sont de onze mouvements :
1. Introduction et thème - 2 min 30 s
2. Adagio - 3 min 20 s
3. March - 1 min 10 s
4. Romance - 1 min 40 s
5. Aria Italiana - 1 min 20 s
6. Bourrée classique - 1 min 25 s
7. Wiener Walzer - 3 min 20 s
8. Moto perpetuo - 1 min 05 s
9. Funeral March - 4 min 45 s
10. Chant - 1 min 40 s
11. Fugue et Finale - 7 min 30 s

Son exécution dure environ 30 minutes.

## Discographie
L'enregistrement de référence reste à ce jour, comme pour bien d'autres œuvres du même compositeur, celui qu'en a fait Benjamin Britten à la tête du English Chamber Orchestra[non neutre]. On citera également les enregistrements de grande qualité de Richard Hickox, Steuart Bedford et Andrew Davis.